# Y Cygni
Y Cygni är en dubbelstjärna och en kortperiodisk förmörkelsevariabel av Algol-typ (EA/DM) i stjärnbilden Svanen.
Stjärnan har magnitud +7,3 och når i förmörkelsefasen ner till +7,9 med en period av 2,9963328 dygn.